# Вязовское сельское поселение (Волгоградская область)
Вязовское сельское поселение — муниципальное образование в составе Еланского района Волгоградской области.
Административный центр — село Вязовка.

## История
Вязовское сельское поселение образовано законом Волгоградской области от 24.12.2004 N 980-ОД «Об установлении границ и наделении статусом Еланского района и муниципальных образований в его составе», принятым областной Думой 18 ноября 2004 года.

## Население
| 2010  | 2012  | 2013  | 2014  | 2015  | 2016  | 2017  |
| ----- | ----- | ----- | ----- | ----- | ----- | ----- |
| 2732  | ↘2698 | ↘2653 | ↘2595 | ↘2534 | ↘2496 | ↘2478 |
| 2018  | 2019  | 2020  | 2021  |       |       |       |
| ↘2440 | ↘2386 | ↘2361 | ↘2334 |       |       |       |

## Состав сельского поселения
| № | Населённый пункт | Тип населённого пункта       | Население |
| - | ---------------- | ---------------------------- | --------- |
| 1 | Вязовка          | село, административный центр | ↘2334     |